# P.Y.T. (Pretty Young Thing)
P.Y.T. (Pretty Young Thing) è una canzone del cantante statunitense Michael Jackson pubblicata il 19 settembre 1983 come sesto e penultimo singolo dell'album Thriller (1982).
Raggiunse la decima posizione della classifica generale di Billboard e fu uno dei sette singoli consecutivi estratti da Thriller ad arrivare tra i primi dieci posti della classifica statunitense. Nel 2022 la RIAA lo ha certificato 4 volte Disco di platino per vendite superiori ai quattro milioni di esemplari nei soli Stati Uniti.

## Descrizione

### Genesi e composizione

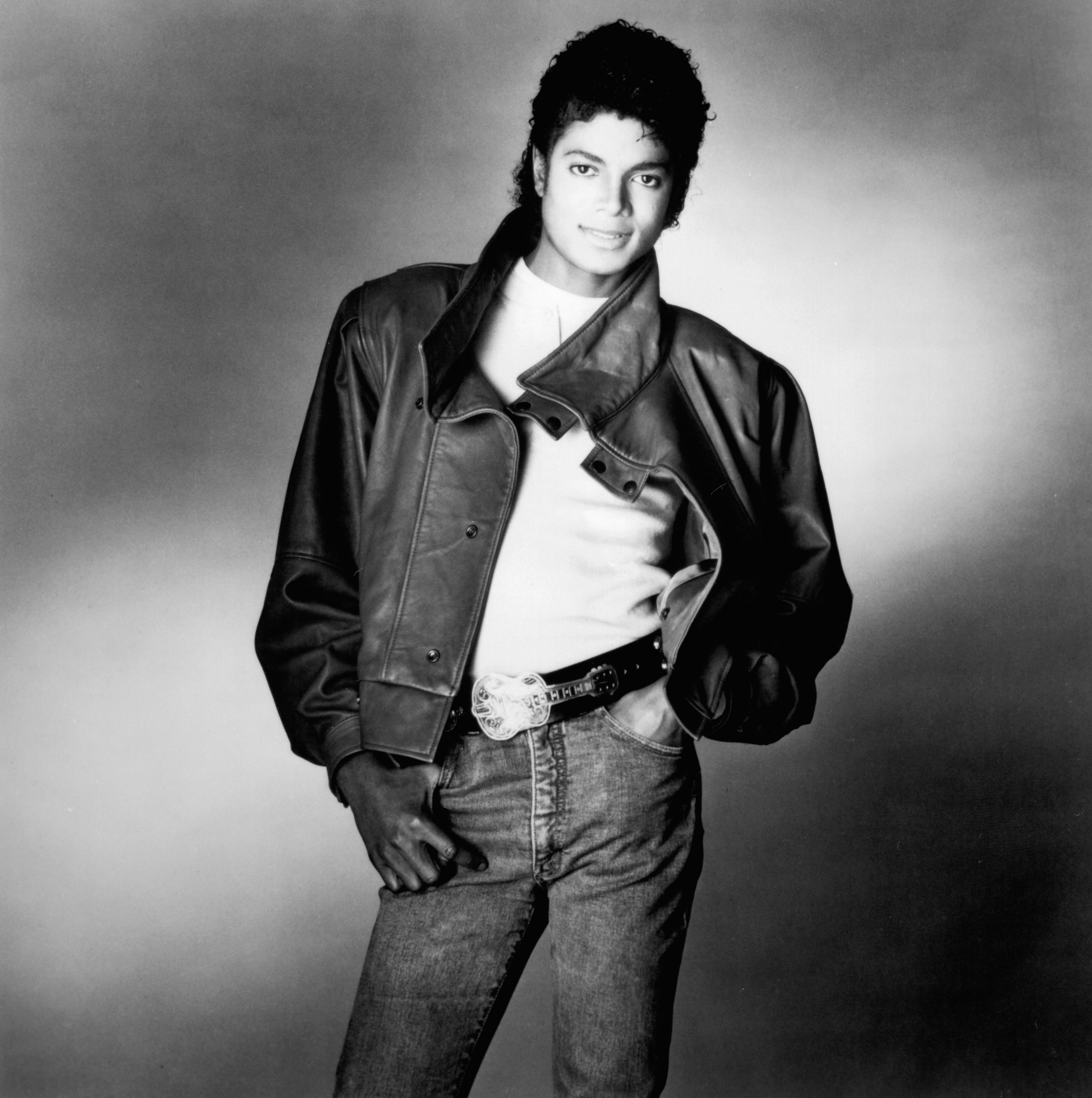
Jackson nel 1983

Originariamente la canzone fu scritta da Jackson e Greg Phillinganes e concepita come una ballata. Quincy Jones voleva però più ritmo e assieme a Jackson e James Ingram la riscrisse. Nei cori sono presenti le voci delle sorelle di Michael, La Toya e Janet Jackson che interpretano le ragazze che, esortate da Michael, ripetono i cori "Na-na-na-na". Sono inoltre presenti dei campionamenti della voce di Michael Jackson stesso accelerati per dare un effetto alla voce in stile Alvin and the Chipmunks.
La prima versione demo in stile ballata di Pretty Young Thing venne infine inserita nel 2004 nella raccolta Michael Jackson: The Ultimate Collection. La demo è presente anche nell'album del 2008 per celebrare i 25 anni di Thriller, Thriller 25, in versione remixata da will.i.am e in duetto con lui, inserita con il titolo P.Y.T (Pretty Young Thing) 2008.
Il brano non ha mai avuto un video ufficiale e non è mai stato interpretato dal cantante dal vivo in nessuno dei suoi tour e concerti.

## Accoglienza
Le critiche furono miste. Molti critici dell'epoca si riferirono al pezzo come solo un filler del disco: Stephen Thomas Erlewine di AllMusic definì la canzone come un immancabile pezzo funk all'interno dell'album; Christopher Connelly di Rolling Stone sostenne invece che «non è all'altezza del carattere audace delle altre tracce del disco», definendolo «l'unico punto debole dell'album». Nel 2008 il critico Rob Sheffield di Rolling Stone disse che, tra tutte le tracce di Thriller in Pretty Young Thing Jackson era «al massimo dell'ansimo e della salacità».

## Tracce
Vinile 7" Stati Uniti
1. P.Y.T. (Pretty Young Thing) – 3:58
2. Workin' Day and Night (Live with The Jacksons) (dall'album dal vivo dei Jacksons del 1981 The Jacksons Live!) – 4:26

Vinile 7" Regno Unito
1. P.Y.T. (Pretty Young Thing) – 3:58
2. This Place Hotel (o Heartbreak Hotel) (Live with The Jacksons) (dall'album dal vivo dei Jacksons del 1981 The Jacksons Live!) – 4:41

Vinile 12"
1. P.Y.T. (Pretty Young Thing) – 3:58
2. This Place Hotel (o Heartbreak Hotel) (Live with The Jacksons) (dall'album dal vivo dei Jacksons del 1981 The Jacksons Live!) – 4:41
3. Thriller (Instrumental) – 5:58

## Successo commerciale
Il singolo raggiunse la decima posizione della classifica generale di Billboard e il 46º posto nella classifica rhythm and blues/hip hop, all'epoca conosciuta come "Hot Black Singles", divenendo il sesto singolo consecutivo dell'album ad essersi piazzato direttamente tra i primi dieci posti negli Stati Uniti; riscosse un ottimo successo soprattutto in Irlanda e in Belgio, dove conquistò rispettivamente la 4ª e la 6ª posizione; si piazzò inoltre all'11ª posizione nel Regno Unito, alla 14ª nei Paesi Bassi, alla 17ª in Canada e alla 51ª in Germania.

## P.Y.T. (Pretty Young Thing) 2008
Nel 2008 il brano, incluso nell'album Thriller 25, fu pubblicato in una versione remixata in duetto con il frontman dei Black Eyed Peas, will.i.am. Il remix venne realizzato utilizzando una demo della canzone originale, aggiugendo una nuova melodia e una parte cantata di will.i.am.

## Classifiche
| Classifica (1983) | Posizione massima |
| ----------------- | ----------------- |
| Belgio            | 6                 |
| Canada            | 17                |
| Germania          | 51                |
| Irlanda           | 4                 |
| Paesi Bassi       | 14                |
| Regno Unito       | 11                |
| Stati Uniti       | 10                |